# 所有権の保存の登記
所有権の保存の登記（しょゆうけんのほぞんのとうき）とは、登記の態様の1つで、表題部にしか登記がない不動産につき、初めてする所有権の登記である。申請や嘱託による場合のほか、職権で登記される場合もある。
本稿では、不動産登記法における所有権の保存の登記及びその抹消登記について説明する。

## 略語ついて
説明の便宜上、次の通り略語を用いる。
- 法 - 不動産登記法（平成16年6月18日法律第123号）
- 令 - 不動産登記令（平成16年12月1日政令第379号）
- 規則 - 不動産登記規則（平成17年2月18日法務省令第18号）
- 所有権保存登記 - 所有権の保存の登記

## 所有権保存登記

### 登記事項
- 絶対的登記事項
  - 登記の目的、申請の受付の年月日及び受付番号、登記原因及びその日付、登記名義人の氏名又は名称及び住所並びに不動産が共有の場合は持分（以上法59条1号ないし4号）、順位番号（法59条8号、令2条8号、規則1条1号・同147条1項及び3項）である。ただし、登記原因及びその日付については、敷地権付き区分建物について法74条2項の規定により登記する場合のみ登記事項となる（法76条1項）。

- 相対的登記事項
  - 代位申請によって登記した場合における、代位者の氏名又は名称及び住所並びに代位原因である（法59条7号）。共有物分割禁止の定め（法59条6号）については、権利の一部の移転の登記を申請する場合において当該定めを一括して申請することができるという旧不動産登記法39条の2[1]の趣旨などから、所有権保存登記の登記事項とすることはできないとする説と、当該規定が現行法上存在しないことなどから、登記事項とすることができるという説（登記インターネット66-148頁等）に分かれている。

### 申請権者
- 区分建物以外
  - 表題部所有者又はその相続人その他の一般承継人、所有権を有することが確定判決によって確認された者、土地収用法などに基づく収用によって所有権を取得した者、である（法74条1項）。

- 区分建物
  - 区分建物以外の場合の適格者に加えて、表題部所有者から所有権を取得した者も、申請をすることができる（法74条2項前段）。

### 申請人に関する論点
- 保存行為
  - 共有者の一部の者から所有権保存登記の申請はできるが、この場合共有者全員分についてしなければならない（1900年（明治33年）10月2日民刑1413号回答）。すなわち、共有者の持分のみの所有権保存登記の申請はできない。

- 死者名義
  - 被相続人が生前に売却した未登記の不動産につき、所有権移転登記の前提として相続人が被相続人（死者）名義の所有権保存登記を申請することができる（1957年（昭和32年）10月18日民甲1953号通達等）。

- 表題登記すらない場合
  - 表題登記がない不動産を取得した者は表題登記を申請できる（法36条、47条1項）。よって、例えば表題登記がないA所有の不動産をBが購入した場合、Bは表題登記をした後B名義で所有権保存登記を申請できる。これに対し、A名義で表題登記のみされている不動産をBが購入した場合、B名義で所有権保存登記を申請することはできない（法74条1項1号）。
  - 確定判決又は収用により、表題登記がない不動産について所有権保存登記をする場合、登記官は、職権で当該不動産の表示に関する登記の一部をしなければならない（法75条）。登記すべき事項については、#職権による場合を参照。

### 判決に関する論点
- 種類
  - 法74条1項2号は「所有権を有することが確定判決によって確認された者」と規定している。すなわち、確認判決や形成判決でもよい（大判1926年（大正15年）6月23日民集5巻536頁）。また、判決理由中で所有権が確認されていれば足りる（1998年（平成10年）3月20日民三552号通知等）。
  - 法63条1項の判決と同様に、確定判決と同一の効力を有する和解調書や認諾調書（民事訴訟法267条）なども本条の判決に含まれる（令別表28項添付情報ロ参照）。
- 被告
  - 表題部所有者が数人いる場合に申請書に添付すべき判決は、その全員を被告とするものでなければならない（1998年（平成10年）3月20日民三552号通知）。

### 職権による場合
- 所有権保存登記
  - 所有権の登記又は表題登記がない不動産につき、嘱託により所有権の処分の制限の登記（差押・仮差押・仮処分など）をする場合、登記官は職権で所有権保存登記をしなければならない（法76条2項）。この場合において、表題登記がないときは、登記官は、職権で当該不動産の表示に関する登記の一部をしなければならない（法76条3項）。登記すべき事項については後述。なお、以上の場合、登記官は当該不動産の所有者に対し、登記が完了した旨を通知しなければならない（規則184条、準則118条13号・同別記82号様式）。
  - 通知の様式

- 所有権保存登記の更正・抹消（処分の制限の登記関連）
  - 処分の制限の登記の嘱託に基づき職権でされた所有権保存登記の、更正登記は所有権登記名義人の申請によりすべきである（1966年（昭和41年）4月12日民甲1076号回答）。嘱託によりできる規定が存在しないからである。
  - 処分の制限の登記を錯誤により抹消する嘱託がされたとしても、所有権保存登記を登記官が職権で抹消することはできない（1963年（昭和38年）4月10日民甲966号通達）。
- 特殊な事例
  - 建物新築工事の先取特権保存の登記をする場合、登記官は表示に関する登記（法86条2項1号）をし、登記記録の甲区に登記義務者の氏名又は名称及び住所並びに不動産工事の先取特権の保存の登記をすることにより登記する旨を職権で記録しなければならない（規則161条）。なお、当該建物の所有者となるべき者が登記義務者とみなされている（法86条1項前段）。
  - 工事が完了した後は、当該建物の所有者は1か月以内に表題登記をし（法47条1項）、遅滞なく所有権保存登記をしなければならない（法87条1項）。この場合、登記官が職権でした表示に関する登記と甲区にした登記は抹消される（規則162条1項・2項）。
- 表示に関する登記
  - 法75条又は76条3項の規定により、登記官が職権ですべき表示に関する登記の事項は、表題部所有者に関する登記事項・登記原因及びその日付・敷地権の登記原因及びその日付（法76条3項の場合を除く）以外の事項である（規則157条各号）。また、表題部に所有権の登記をするために登記をする旨を記録することとされている（規則157条2項・1項かっこ書）。

### 登記申請情報（一部）

#### 登記の目的及び原因とその日付
登記の目的（令3条5号）は、「所有権保存」とする。不動産が共有の場合でも同様である。
登記原因及びその日付（令3条6号） は、敷地権付き区分建物につき、法74条2項の所有権保存登記を申請する場合にのみ記載しなければならない（令3条6号）。具体的には、「平成何年何月何日売買」などと記載する。

#### 根拠条文
所有権保存登記の申請権者は限定されているので、その資格がある旨を記載しなければならない（令別表第28項申請情報イ、令29項申請情報）。具体的には、申請日と組み合わせて「平成何年何月何日　法74条第1項第1号（表題部所有者）申請」などと記載する。

#### 添付情報（一部）
- 登記原因証明情報（法61条、令7条1項5号ロ・同3項1号）
  - 敷地権付き区分建物につき、法74条2項の所有権保存登記を申請する場合にのみ添付情報となる（令別表29項添付情報ロ）。具体的には、売買契約書などである。なお、所有権取得証明情報（後述）は登記原因証明情報に実質的に含まれる。また、法人が申請人となる場合は更に代表者資格証明情報（令7条1項1号）も原則として添付しなければならない。
- 所有権取得証明情報
  - 相続人その他一般承継人が申請する場合には承継を証する情報（戸籍謄本など）、確定判決による場合には確定証明書のついた判決謄本、収用による場合には収用委員会の協議確認書謄本と補償金の受領証（又は供託受領証）、区分建物の場合には旧不動産登記法101条6項[1]と同じ証明書（具体的には所有権譲渡証明書など。ただし、敷地権付き区分建物の場合は登記原因証明情報に実質的に含まれる。）、である（令別表28項添付情報イ・ロ・ハ、令29項添付情報イ）。なお、区分建物の場合の所有権取得証明情報が書面である場合には、原則として作成者が記名押印し、当該押印に係る印鑑証明書を当該書面の一部として添付しなければならない（1983年11月10日民三6400号通達第12-1-2）。この印鑑証明書は当該書面の一部であるので、添付情報欄に「印鑑証明書」と格別に記載する必要はなく、作成後3か月以内のものでなければならないという制限はない。
- 住所証明情報
  - 所有権に関する登記の一般原則に基づき、登記名義人となる者の住所を証する情報を添付しなければならない（令別表28項添付情報ニ、令29項添付情報ハ）。なお、判決により所有権保存登記を申請する場合でも、住所証明情報を添付しなければならない（1962年（昭和37年）7月28日民甲2116号通達）。
- 承諾証明情報
  - 敷地権付き区分建物につき、法74条2項の所有権保存登記を申請する場合には、敷地権登記名義人の敷地権移転に関する承諾証明情報を添付しなければならない（法74条2項後段、不動産登記令別表29項添付情報ロ）。敷地権が賃借権の場合、承諾は賃借人が行うが、当該賃借権に譲渡ができる旨の特約（法81条3号）がなければ、賃貸人の承諾証明情報も添付情報となる（令別表40項添付情報ロ）。
  - なお、これらの承諾証明情報が書面（承諾書）である場合には法務省令で定める場合（規則50条1項）を除き、作成者が記名押印し（令19条1項・令7条1項5号ハ）、当該承諾書が官公署の作成に係る場合その他法務省令で定める場合（規則50条2項及び規則48条1項1号ないし3号）を除き、作成者の押印に係る印鑑証明書を承諾書の一部として添付しなければならない（令19条2項）。この印鑑証明書は当該承諾書の一部であるので、添付情報欄に「印鑑証明書」と格別に記載する必要はなく、作成後3か月以内のものでなければならないという制限はない。
- 添付不要なもの
  - 所有権保存登記は不動産について初めてする所有権の登記なので、登記識別情報は存在しえないから添付は不要である。また、登記義務者が存在しないので、その印鑑証明書の添付も不要である（令16条2項・規則48条1項4号及び規則47条3号ホ、令18条2項・規則49条2項4号及び規則48条1項4号並びに規則47条3号ホ）。

#### 登録免許税
登録免許税は申請情報の一つである（不動産登記規則189条1項前段）。敷地権付き区分建物か否かで算出方法が異なる。なお、端数処理など算出方法の通則については不動産登記#登録免許税を参照。
- 敷地権付き区分建物以外の場合
  - 不動産の価額の1,000分の4である（登録免許税法別表第1-1(1)）。
- 敷地権付き区分建物の場合
  - 建物については不動産の価額の1,000分の4である（登録免許税法別表第1-1(1)）。これに加えて敷地権の移転分も加算する。敷地権が所有権である場合、敷地権たる不動産の持分の価額に1000分の20を乗じた額であり（登録免許税法10条2項、同別表第1-1(2)ハ）、敷地権が賃借権である場合、敷地権たる不動産の持分の価額に1000分の10を乗じた額である（登録免許税法10条3項・2項、同別表第1-1(3)ニ）。加算の際の端数処理については、土地及び建物の各課税標準金額に所定の各税率を乗じて計算した額を合算した後、国税通則法119条1項の規定により端数処理をすべきである（1997年（平成9年）1月29日民三153号通知）。

### 登記の実行
登記官は、表題登記がある不動産について所有権保存登記をしたときには、表題部所有者に関する登記事項を抹消する記号を記録しなければならない（不動産登記規則158条）。

## 表題部所有者の変更及び更正
表題部所有者又はその持分についての変更登記はできない（不動産登記法32条）。ただし、更正登記はできる（不動産登記法33条）。一方、表題部所有者の氏名若しくは名称又は住所については変更登記も更正登記もすることができる（不動産登記法31条）。

## 所有権保存登記の抹消

### 概要
所有権保存登記のみがされており、所有権移転登記がされていない場合には所有権保存登記を抹消することができる（法77条）。また、所有権保存登記の抹消登記は共同申請ではないものの、法63条1項に準じて、真正な所有者が確定判決により単独で申請をすることができる（1953年（昭和28年）10月14日民甲1869号通達）。

### 登記申請情報（通常の場合、一部）
登記の目的（令3条5号）は、「1番所有権抹消」のように記載する。
登記原因及びその日付（令3条6号） は、「錯誤」又は「無効」のように記載する。日付を記載する必要はない。
登記申請人（令3条1号）については、単独申請であり、「申請人」として所有権登記名義人を記載する。法人が申請人となる場合、以下の事項も記載しなければならない。
- 原則として申請人たる法人の代表者の氏名（令3条2号）
- 支配人が申請をするときは支配人の氏名（一発即答14頁）
- 持分会社が申請人となる場合で当該会社の代表者が法人であるときは、当該法人の商号又は名称及びその職務を行うべき者の氏名（2006年（平成18年）3月29日民二755号通達4）。

添付情報（規則34条1項6号、一部）は、登記原因証明情報（法61条・令7条1項5号ロ本文）、所有権登記名義人の登記識別情報（法22条本文・令8条1項5号）又は登記済証及び書面申請の場合には印鑑証明書（令16条2項・規則48条1項5号及び規則47条3号イ(3)、令18条2項・規則49条2項4号及び規則48条1項5号並びに同規則47条3号イ(3)）である。法人が申請人となる場合は更に代表者資格証明情報（令7条1項1号）も原則として添付しなければならない。
なお、抹消登記を申請する場合には登記上の利害関係人が存在するときはその承諾が必要であり（法68条）、承諾証明情報が添付情報となる（令別表26項添付情報ヘ）。この承諾証明情報が書面（承諾書）である場合には、原則として作成者が記名押印し（令19条1項・令7条1項6号）、当該押印に係る印鑑証明書を承諾書の一部として添付しなければならない（令19条2項、1956年11月2日民甲2530号通達参照）。この印鑑証明書は当該承諾書の一部であるので、添付情報欄に「印鑑証明書」と格別に記載する必要はなく、作成後3か月以内のものでなければならないという制限はない。
登録免許税（不動産登記規則189条1項前段）は、不動産1個につき1,000円であるが、同一の申請書で20個以上の不動産につき抹消登記を申請する場合は2万円である。（登録免許税法別表第1-1(15)）。

### 登記申請情報（確定判決による場合、一部）
登記の目的（令3条5号）は、「1番所有権抹消」のように記載する。
登記原因及びその日付（令3条6号） は、「錯誤」又は「無効」のように記載する。日付を記載する必要はない。
登記申請人（令3条1号）については、単独申請であり、「申請人」として真正な所有者を記載する。登記名義人も記載しなければならない（令3条11号イ）。法人が申請人となる場合、以下の事項も記載しなければならない。
- 原則として申請人たる法人の代表者の氏名（令3条2号）
- 支配人が申請をするときは支配人の氏名（一発即答14頁）
- 持分会社が申請人となる場合で当該会社の代表者が法人であるときは、当該法人の商号又は名称及びその職務を行うべき者の氏名（2006年3月29日民二755号通達4）。

添付情報（規則34条1項6号、一部）は、登記原因証明情報たる、確定証明書のついた判決正本（法61条・令7条1項5号ロ本文）である。法人が申請人となる場合は更に代表者資格証明情報（令7条1項1号）も原則として添付しなければならない。
所有権登記名義人の登記識別情報（法22条本文及び令8条本文参照）、印鑑証明書の添付は不要である（令16条2項・規則48条1項5号、令18条2項・規則49条2項4号及び規則48条1項5号）。
なお、承諾証明情報に関する論点ついては、通常の場合と同様である。
登録免許税（規則189条1項前段）は、不動産1個につき1,000円であるが、同一の申請書で20個以上の不動産につき抹消登記を申請する場合は2万円である。（登録免許税法別表第1-1(15)）。

### 抹消登記の実行
抹消登記は主登記で実行される（規則3条参照）。また、登記官は登記を抹消する際には、抹消の登記をするとともに抹消の記号を記録しなければならない（規則152条1項）。また、抹消に係る権利を目的とする第三者の権利に関する登記があるときはそれも抹消し、当該権利の登記の抹消により当該第三者の権利に関する登記を抹消する旨及び登記の年月日を記録しなければならない（規則152条2項）。
抹消登記を実行した後は、登記官は原則として登記記録を閉鎖（規則8条）しなければならない（1961年（昭和36年）9月2日民甲2163号回答）。ただし、法74条1項による相続人名義の所有権保存登記又は法74条2項による所有権保存登記を抹消した場合は、登記記録を閉鎖せずに表題部所有者の登記を回復しなければならない（1984年（昭和59年）2月25日民三1085号通達）。